# Bilan saison par saison du Royal Olympic Club de Charleroi
Cette page présente les résultats saison par saison du Royal Olympic Club de Charleroi, une équipe de football belge. Le club a disputé 86 saisons dans les divisions nationales belges, auxquelles il accèdes pour la première fois en 1926. Il y évolue sans interruption jusqu'en 2014, quand il est sanctionné d'une rétrogradation administrative pour cession de patrimoine non-conforme aux règlements de l'Union belge, ce qui le condamne à jouer une saison en première provinciale avant de revenir au niveau national.

## Tableau de résultats
| Ordre               | Saison  | Nom du club                 | Niveau                     | Classement final | Remarques                                                                           |
| ------------------- | ------- | --------------------------- | -------------------------- | ---------------- | ----------------------------------------------------------------------------------- |
| 1                   | 1926-27 | Olympic CC                  | Promotion (D3) série C     | 7e/14            |                                                                                     |
| 2                   | 1927-28 | Olympic CC                  | Promotion (D3) série B     | 7e/14            |                                                                                     |
| 3                   | 1928-29 | Olympic CC                  | Promotion (D3) série B     | 4e/14            |                                                                                     |
| 4                   | 1929-30 | Olympic CC                  | Promotion (D3) série B     | 5e/14            |                                                                                     |
| 5                   | 1930-31 | Olympic CC                  | Promotion (D3) série B     | 11e/14           |                                                                                     |
| 6                   | 1931-32 | Olympic CC                  | Promotion (D3) série C     | 5e/14            |                                                                                     |
| 7                   | 1932-33 | Olympic CC                  | Promotion (D3) série C     | 6e/14            |                                                                                     |
| 8                   | 1933-34 | Olympic CC                  | Promotion (D3) série C     | 7e/14            |                                                                                     |
| 9                   | 1934-35 | Olympic CC                  | Promotion (D3) série C     | 10e/14           |                                                                                     |
| 10                  | 1935-36 | Olympic CC                  | Promotion (D3) série B     | 1er/14           | Champion et promu                                                                   |
| 11                  | 1936-37 | Olympic CC                  | Division 1 (D2) série B    | 1er/14           | Champion et promu                                                                   |
| 12                  | 1937-38 | R. Olympic CC               | Division d'Honneur         | 11e/14           |                                                                                     |
| 13                  | 1938-39 | R. Olympic CC               | Division d'Honneur         | 3e/14            |                                                                                     |
| XX                  | 1939-40 | R. Olympic CC               | Division d'Honneur         | 4e/14            | Compétition arrêtée                                                                 |
| XX                  | 1940-41 | R. Olympic CC               | Division d'Honneur série B | 3e/10            | Compétition non officielle                                                          |
| 14                  | 1941-42 | R. Olympic CC               | Division d'Honneur         | 4e/14            |                                                                                     |
| 15                  | 1942-43 | R. Olympic CC               | Division d'Honneur         | 9e/16            |                                                                                     |
| 16                  | 1943-44 | R. Olympic CC               | Division d'Honneur         | 9e/16            |                                                                                     |
| XX                  | 1944-45 | R. Olympic CC               | Division d'Honneur         | 8e/12            | Compétition arrêtée                                                                 |
| 17                  | 1945-46 | R. Olympic CC               | Division d'Honneur         | 17e/19           |                                                                                     |
| 18                  | 1946-47 | R. Olympic CC               | Division d'Honneur         | 2e/19            | [ saisons 4 ]                                                                       |
| 19                  | 1947-48 | R. Olympic CC               | Division d'Honneur         | 6e/16            |                                                                                     |
| 20                  | 1948-49 | R. Olympic CC               | Division d'Honneur         | 14e/16           |                                                                                     |
| 21                  | 1949-50 | R. Olympic CC               | Division d'Honneur         | 8e/16            |                                                                                     |
| 22                  | 1950-51 | R. Olympic CC               | Division d'Honneur         | 9e/16            |                                                                                     |
| 23                  | 1951-52 | R. Olympic CC               | Division d'Honneur         | 8e/16            |                                                                                     |
| 24                  | 1952-53 | R. Olympic CC               | Division 1                 | 7e/16            |                                                                                     |
| 25                  | 1953-54 | R. Olympic CC               | Division 1                 | 9e/16            |                                                                                     |
| 26                  | 1954-55 | R. Olympic CC               | Division 1                 | 16e/16           | Relégué                                                                             |
| 27                  | 1955-56 | R. Olympic CC               | Division 2                 | 2e/16            | Promu                                                                               |
| 28                  | 1956-57 | R. Olympic CC               | Division 1                 | 11e/16           |                                                                                     |
| 29                  | 1957-58 | R. Olympic CC               | Division 1                 | 11e/16           |                                                                                     |
| 30                  | 1958-59 | R. Olympic CC               | Division 1                 | 11e/16           |                                                                                     |
| 31                  | 1959-60 | R. Olympic CC               | Division 1                 | 10e/16           |                                                                                     |
| 32                  | 1960-61 | R. Olympic CC               | Division 1                 | 13e/16           |                                                                                     |
| 33                  | 1961-62 | R. Olympic CC               | Division 1                 | 13e/16           |                                                                                     |
| 34                  | 1962-63 | R. Olympic CC               | Division 1                 | 16e/16           | Relégué                                                                             |
| 35                  | 1963-64 | R. Olympic CC               | Division 2                 | 3e/16            |                                                                                     |
| 36                  | 1964-65 | R. Olympic CC               | Division 2                 | 4e/16            |                                                                                     |
| 37                  | 1965-66 | R. Olympic CC               | Division 2                 | 4e/16            |                                                                                     |
| 38                  | 1966-67 | R. Olympic CC               | Division 2                 | 2e/16            | Promu                                                                               |
| 39                  | 1967-68 | R. Olympic CC               | Division 1                 | 16e/16           | Relégué                                                                             |
| 40                  | 1968-69 | R. Olympic CC               | Division 2                 | 5e/16            |                                                                                     |
| 41                  | 1969-70 | R. Olympic CC               | Division 2                 | 8e/16            |                                                                                     |
| 42                  | 1970-71 | R. Olympic CC               | Division 2                 | 14e/16           |                                                                                     |
| 43                  | 1971-72 | R. Olympic CC               | Division 2                 | 5e/16            |                                                                                     |
| 44                  | 1972-73 | R. Olympic C. Mont./Sambre  | Division 2                 | 12e/16           |                                                                                     |
| 45                  | 1973-74 | R. Olympic C. Mont./Sambre  | Division 2                 | 1er/16           | Champion et promu                                                                   |
| 46                  | 1974-75 | R. Olympic C. Mont./Sambre  | Division 1                 | 19e/20           | Relégué                                                                             |
| 47                  | 1975-76 | R. Olympic C. Mont./Sambre  | Division 2                 | 11e/16           |                                                                                     |
| 48                  | 1976-77 | R. Olympic C. Mont./Sambre  | Division 2                 | 10e/16           |                                                                                     |
| 49                  | 1977-78 | R. Olympic C. Mont./Sambre  | Division 2                 | 13e/16           |                                                                                     |
| 50                  | 1978-79 | R. Olympic C. Mont./Sambre  | Division 2                 | 13e/16           |                                                                                     |
| 51                  | 1979-80 | R. Olympic C. Mont./Sambre  | Division 2                 | 6e/16            |                                                                                     |
| 52                  | 1980-81 | R. Olympic C. Mont./Sambre  | Division 2                 | 15e/16           | Relégué                                                                             |
| 53                  | 1981-82 | R. Olympic C. Mont./Sambre  | Division 3 série A         | 11e/16           |                                                                                     |
| 54                  | 1982-83 | R. Olympic CC               | Division 3 série A         | 11e/16           |                                                                                     |
| 55                  | 1983-84 | R. Olympic CC               | Division 3 série A         | 15e/16           | Relégué                                                                             |
| 56                  | 1984-85 | R. Olympic CC               | Promotion série B          | 8e/16            |                                                                                     |
| 57                  | 1985-86 | R. Olympic CC               | Promotion série C          | 1er/16           | Champion et promu                                                                   |
| 58                  | 1986-87 | R. Olympic CC               | Division 3 série A         | 13e/16           |                                                                                     |
| 59                  | 1987-88 | R. Olympic CC               | Division 3 série A         | 2e/16            |                                                                                     |
| 60                  | 1988-89 | R. Olympic CC               | Division 3 série A         | 4e/16            |                                                                                     |
| 61                  | 1989-90 | R. Olympic CC               | Division 3 série A         | 12e/16           |                                                                                     |
| 62                  | 1990-91 | R. Olympic CC               | Division 3 série A         | 5e/16            |                                                                                     |
| 63                  | 1991-92 | R. Olympic CC               | Division 3 série A         | 3e/16            |                                                                                     |
| 64                  | 1992-93 | R. Olympic CC               | Division 3 série A         | 7e/16            |                                                                                     |
| 65                  | 1993-94 | R. Olympic CC               | Division 3 série A         | 4e/16            |                                                                                     |
| 66                  | 1994-95 | R. Olympic CC               | Division 3 série A         | 3e/16            | Tour final                                                                          |
| 67                  | 1995-96 | R. Olympic CC               | Division 3 série A         | 1er/16           | Champion et promu                                                                   |
| 68                  | 1996-97 | R. Olympic CC               | Division 2                 | 16e/18           | Relégué après barrages                                                              |
| 69                  | 1997-98 | R. Olympic CC               | Division 3 série A         | 14e/16           |                                                                                     |
| 70                  | 1998-99 | R. Olympic CC               | Division 3 série A         | 8e/16            |                                                                                     |
| 71                  | 1999-00 | R. Olympic CC               | Division 3 série B         | 3e/16            | Tour final                                                                          |
| 72                  | 2000-01 | R. Olympic C. Charl.-March. | Division 3 série B         | 13e/16           |                                                                                     |
| 73                  | 2001-02 | R. Olympic C. Charl.-March. | Division 3 série B         | 6e/16            |                                                                                     |
| 74                  | 2002-03 | R. Olympic C. Charl.-March. | Division 3 série B         | 3e/16            | Tour final                                                                          |
| 75                  | 2003-04 | R. Olympic C. Charl.-March. | Division 3 série B         | 9e/16            |                                                                                     |
| 76                  | 2004-05 | R. Olympic C. Charl.-March. | Division 3 série B         | 9e/16            |                                                                                     |
| 77                  | 2005-06 | R. Olympic C. Charl.-March. | Division 3 série B         | 4e/16            | Tour final                                                                          |
| 78                  | 2006-07 | R. Olympic C. Charl.-March. | Division 3 série B         | 1er/16           | Champion et promu                                                                   |
| 79                  | 2007-08 | R. Olympic C. Charl.-March. | Division 2                 | 11e/19           |                                                                                     |
| 80                  | 2008-09 | R. Olympic C. Charl.-March. | Division 2                 | 15e/19           | Relégué après barrages                                                              |
| 81                  | 2009-10 | R. Olympic C. Charl.-March. | Division 3 série B         | 2e/18            | Tour final                                                                          |
| 82                  | 2010-11 | R. Olympic C. Charl.-March. | Division 3 série B         | 8e/18            |                                                                                     |
| 83                  | 2011-12 | R. Olympic C. Charl.-March. | Division 3 série B         | 18e/18           | Relégué                                                                             |
| 84                  | 2012-13 | R. Olympic C. Charl.-March. | Promotion série D          | 9e/16            |                                                                                     |
| 85                  | 2013-14 | R. Olympic C. Charl.-March. | Promotion série A          | 6e/16            | [ saisons 15 ]                                                                      |
| séries provinciales |         |                             |                            |                  |                                                                                     |
| 86                  | 2015-16 | R. Olympic C. Charl.-March. | Promotion série B          | 1er/15           | Champion                                                                            |
| 87                  | 2016-17 | R. Olympic CC               | Division 2 Amateur ACFF    | 3e/16            | Tour final                                                                          |
| 88                  | 2017-18 | R. Olympic CC               | Division 2 Amateur ACFF    | 3e/16            | Tour final                                                                          |
| 89                  | 2018-19 | R. Olympic CC               | Division 2 Amateur ACFF    | 15e/16           | relégué mais fusionne avec Châtelet Farciennes et est promu en (Division 1 Amateur) |
| 90                  | 2019-20 | R. Olympic CC               | Division 1 Amateur         | 10e/16           |                                                                                     |
| 91                  | 2020-21 | R. Olympic CC               | Nationale 1                | N/A              | Saison annulée!                                                                     |
| 92                  | 2021-22 | R. Olympic CC               | Nationale 1                | 5e/15            |                                                                                     |
| 93                  | 2022-23 | R. Olympic CC               | Nationale 1                | 7e/20            |                                                                                     |
| 94                  | 2023-24 | R. Olympic CC               | Nationale 1                | 7e/18            |                                                                                     |
| 95                  | 2024-25 | R. Olympic CC               | Nationale 1 ACFF           | 1er/12           | Champion                                                                            |

## Bilan
Statistiques mises à jour le 3 décembre 2024 (terme de la saison 2023-2024)
| Niv | Divisions     | Jouées | Titres | TM Up | TM Down |
| --- | ------------- | ------ | ------ | ----- | ------- |
| I   | 1re nationale | 24     | 0      |       |         |
| II  | 2e nationale  | 21     | 2      |       | 2       |
| III | 3e nationale  | 41     | 3      | 5     |         |
| IV  | 4e nationale  | 8      | 2      | 2     |         |
| V   | 5e nationale  | 0      | 0      |       |         |
|     |               |        |        |       |         |
|     | TOTAUX        | 94     | 7      | 7     | 2       |

- TM Up : test-match pour départager des égalités, ou toutes formes de Barrages ou de Tour final pour une montée éventuelle.
- TM Down : test-match pour départager des égalités, ou toutes formes de Barrages ou de Tour final pour le maintien.